# Biblioteca Real de Bélgica
La Biblioteca Real de Bélgica (en neerlandés: Koninklijke Bibliotheek België; en francés: Bibliothèque royale de Belgique; acrónimo KBR, también llamada Albertina), es la biblioteca nacional de Bélgica. Sus orígenes se remontan a fines de la Edad Media, con la biblioteca de los Duques de Borgoña. Su sede se sitúa en el Mont des Arts de Bruselas. Posee importantes colecciones bibliográficas, manuscritos y todos los libros publicados en el país, o aquellos publicados en el exterior por  ciudadanos belgas. También aloja el Center for American Studies, en colaboración con diversas instituciones culturales y académicas de la nación.

## Historia
La KBR (Koninklijke Bibliotheek België) tiene su origen en la biblioteca personal de los duques de Borgoña. Cuando Philippe le Bon murió en 1467, contaba con 900 volúmenes. En 1559, Felipe II de España le confirió el título de Biblioteca Real, pero no fue abierta al público hasta 1772 por Charles Alexandre de Lorraine, gobernador de los Países Bajos Austriacos.

## Colección
La biblioteca mantiene:
- 5 000 000 libros
- 21 500 publicaciones periódicas
- 150 000 mapas y planos
- 32 000 manuscritos
- 300 000 impresiones antiguas e incunables
- 700 000 impresiones y fotografías
- 9 200 microfilms
- 100 000 documentos de sonido (discos de 78 rpm, 45 rpm y 33 rpm, CD, casetes y cintas magnéticas)

La biblioteca tiene seis secciones especializadas, a saber: Reserva preciosa, Mapas y planos, Música, Gabinete de grabados, Gabinete de manuscritos y Monedas y medallas.

## División de música
La División de Música de la Biblioteca Real de Bélgica se considera uno de los centros más importantes de Bélgica para la conservación y el estudio de documentos relacionados con la música. La División de Música mantiene una rica y variada colección compuesta por cientos de miles de partituras manuscritas e impresas, alrededor de 100.000 grabaciones sonoras, una gran colección de correspondencia, obras impresas, programas de conciertos, carteles, fotografías y otros documentos iconográficos, así como objetos variados. como medallas, bustos, moldes, instrumentos musicales. Aunque la mayoría de los documentos relacionados con la música en la Biblioteca Real se encuentran en la División de Música, ciertas obras adicionales se encuentran en las divisiones de Manuscritos, Libros Raros y Grabados y Grabados de la Biblioteca.
La División de Música se fundó en 1965, basándose en los más de 5.000 documentos impresos y manuscritos que componían la colección privada del importante musicólogo belga del siglo XIX François-Joseph Fétis, adquirida por la Biblioteca Real en 1872. Esta Colección Fétis es una importante fuente para el estudio de la música antigua, y tiene una serie de documentos importantes, tales como el manuscrito autógrafo de Johann Sebastian Bach's BWV 995 - suite en sol menor. Entre las piezas más antiguas de la Colección Fétis se encuentran varios manuscritos de finales del siglo XV del teórico Johannes Tinctoris.
La División de Música mantiene una activa política de adquisiciones a través de donaciones y compra de documentos vinculados con figuras musicales belgas como André-Ernest-Modeste Grétry, Henri Vieuxtemps, César Franck, Eugène Ysaÿe y Guillaume Lekeu, por no hablar de otras figuras europeas como Albert Roussel, Darius Milhaud, Franz Liszt, Béla Bartók y Edvard Grieg. Más recientemente, la compra de las colecciones de Marc Danval y Eric Mathot enriqueció las colecciones de la División de Música con decenas de miles de grabaciones y decenas de jazz, salón y otras músicas populares de Bélgica y del extranjero.
La organización sin ánimo de lucro Archives Béla Bartók de Bélgica fue creada en 2002 y tiene su sede en la División de Música.

## Dirección
Conservadores principales
- Georges-Joseph Gérard (1734-1814)
- Frédéric de Reiffenberg (1837-1850)
- Louis Alvin (1850-1887)
- Édouard Fétis (1887-1904)
- Henri Hymans (1904-1909)
- Joseph Van den Gheyn S.J. (1909-1912)
- Ursmer Berlière O.S.B. (1913-1914)
- Louis Paris (1919-1929)
- Victor Tourneur (1929-1943)
- Auguste Vincent (1943-1944, ad interim)
- Frédéric Lyna (1944-1953)
- Marcel Hoc (1953-1955)
- Herman Liebaers (1956-1973)
- Martin Wittek (1973-1990)
- Denise De Weerdt (1990-1991)
- Josiane Roelants-Abraham (1992)
- Pierre Cockshaw (1992-2002)
- Raphaël De Smedt (2002-2005)

Directores generales
- Patrick Lefèvre (2005-2017)
- Sara Lammens (2017-, ad interim)